# لیگا پوکال ۲۰۰۴
لیگا پوکال ۲۰۰۴ هشتمین دوره از مسابقات لیگا پوکال با نام DFB-Ligapokal بود.
در پایان این دوره، بایرن مونیخ با پیروزی ۳–۲ مقابل وردربرمن، پنجمین عنوان قهرمانی خود را بدست آورد.

## باشگاه‌های شرکت‌کننده
در مجموع شش تیم به این مسابقات راه یافتند. برچسب‌های داخل پرانتز نشان می‌دهد که هر تیم چگونه به این مسابقات راه یافته‌است:
- اول، دوم، سوم، چهارم، پنجم: جایگاه در بوندسلیگا
- cw: قهرمان جام حذفی
- TH: دارنده عنوان قهرمانی فصل قبل لیگا پوکال

| نیمه‌نهایی             | نیمه‌نهایی          |
| --------------------- | ------------------ |
| وردربرمن (اول + CW)   | بایرن مونیخ (دوم)  |
| دور مقدماتی           |                    |
| بایر ۰۴ لورکوزن (سوم) | بوخوم (پنجم)       |
| اشتوتگارت (چهارم)     | هانزا روستوک (نهم) |

یادداشت
1. ↑  از آنجا که تیم‌های ششم تا هشتم جدول بوندس‌لیگا ۰۴–۲۰۰۳، (بروسیا دورتموند، شالکه ۰۴ و هامبورگ) در جام اینترتوتو ۲۰۰۴ شرکت کردند، هانزا روستوک به عنوان تیم نهم در جدول بوندس‌لیگا ۰۴–۲۰۰۳ به این مسابقات راه پیدا کرد.

## بازی‌ها

### دور مقدماتی
| بایر ۰۴ لورکوزن                                | ۱ – ۱ | هانزا روستوک                                   |
| ---------------------------------------------- | ----- | ---------------------------------------------- |
| کالسن-برکر ۱۳'                                 | گزارش | دوم '۸                                         |
| ضربات پنالتی                                   |       |                                                |
| فریر · وورونین · کالسن-برکر · فرانسا · کشینووک | ۴ – ۳ | ریدلویکز · پرسون · لاپاچینسکی · مولر · راسموسن |

| اشتوتگارت                 | ۳ – ۰ | بوخوم |
| ------------------------- | ----- | ----- |
| کاکاو ۵'، ۳۴' · سابیچ ۸۴' | گزارش |       |

### نیمه‌نهایی
| بایرن مونیخ                           | ۳ – ۰ | بایر ۰۴ لورکوزن |
| ------------------------------------- | ----- | --------------- |
| زه روبرتو ۵' · یالاک ۶۵' · فرینگس ۸۹' | گزارش |                 |

| وردربرمن                | ۲ – ۰ | اشتوتگارت |
| ----------------------- | ----- | --------- |
| کلاسنیچ ۳۰' · والدز ۸۶' | گزارش |           |

### فینال
| بایرن مونیخ                          | ۳–۲   | وردربرمن                    |
| ------------------------------------ | ----- | --------------------------- |
| - دایسلر ۲۷'، ۴۳' - میشائل بالاک ۶۵' | گزارش | - کلاسنیچ ۶۸' - اسماعیل ۷۴' |